# L'Insolence de sa beauté
L'Insolence de sa beauté est un roman de Guy des Cars publié en 1972.

## Résumé
Vers 1970 Sylvie, 26 ans, laide, est vendeuse chez Marie, magasin de prêt à porter parisien. Dédé, photographe de mode, la courtise. Elle se transforme, au désarroi de Dédé. Jean, 50 ans, mari d'une cliente, la courtise aussi. Elle l'invite chez elle et il la déniaise. Dédé insiste pour la photographier mais elle impose de l'être en déshabillé et même nue. Elle couche avec Domingo, garde du corps d'une cliente, qu'il préfère. Elle déchire ses photos de nu et abandonne ses transformations. Elle va voir une entremetteuse qui la fait coucher avec plusieurs hommes. Elle rencontre Patrice qui la comble mais la quitte aussi. Elle démissionne pour épouser Patrice dit-elle. Elle subit des opérations esthétiques et Dédé la quitte. Elle va revoir Patrice mais il ne veut pas d'elle.